# Kalamian-Sprachen
Die Kalamian-Sprachen bilden einen Zweig der malayo-polynesischen Sprachen innerhalb der austronesischen Sprachen. Die Gruppe von Sprachen wird im Norden der Provinz Palawan gesprochen.  Nach Zorc (1986) und Blust (1991) zählen sie zu den philippinischen Sprachen.
Einzelsprachen sind:
- Agutaynen
- Calamian Tagbanwa